# Einer von den Stillen
Einer von den Stillen (Originaltitel: The Quiet One) ist ein US-amerikanischer Dokumentarfilm aus dem Jahr 1948. Regie führte Sidney Meyers. Gary Merrill erzählt die Geschichte eines emotional gestörten afroamerikanischen Jungen, dargestellt von Donald Thompson, der in Gefahr ist, auf die schiefe Bahn zu geraten.

## Inhalt
Der zehnjährige dunkelhäutige Donald Peters ist einer der Jungen, die sich aufgrund einer Verfehlung an der Wiltwyck-Schule für Knaben in Esopus, New York, befinden, um dort an einem Rehabilitationsprogramm teilzunehmen. Donald ist ein sehr verschlossener Junge, der isoliert von dem, was um ihn herum passiert, aufgewachsen ist. Er ist unfähig, sich intellektuell oder emotional zu artikulieren. Er redet kaum und lächelt nur ganz selten. Donalds Vater verließ die Familie, als der Junge noch sehr klein war, woraufhin Donalds Mutter sich einem anderen Mann zuwandte, was auch Auswirkungen auf ihre Beziehung zu Donald hatte, den sie zugunsten ihrer nun neuen Familie ablehnte und vernachlässigte. Bevor der Junge nach Wiltwyck kam, war sein Leben mehr als hart. Da er von seinem Stiefvater nur geduldet und mit Missachtung gestraft wurde, schob ihn seine Mutter schließlich ganz zur überforderten Großmutter ab, die jedoch wenig mit Donald anfangen konnte und ihn aus Ärger darüber, dass er ihr aufgebürdet worden war, oft schlug. Auch in der Schule kam Donald nicht zurecht und wurde ausgegrenzt. Seine überforderten Lehrer waren ihm keine Hilfe. So baute Donald eine Wand des Schweigens um sich herum auf, hinter der er seine Angst und Bitterkeit verbarg. Als Folge seiner Einsamkeit war er oft allein in der Stadt unterwegs, und seine Wut auf alles und jeden eskalierte schließlich in zerstörerischen Aktionen. Mit diesem Hintergrund landete er in Wiltwyck.
In Wiltwyck fasst er erstmals so etwas wie Vertrauen zu Clarence Cooper, einem der Betreuer und Berater an der Schule. Auch Frau Johnson, eine Lehrerin, versucht den Kindern über Projektarbeit zu helfen, ihre Probleme aufzuarbeiten. Als die Jungen eines Tages mit Lehm arbeiten, ruft das in Donald Erinnerungen an einen Tag am Strand zusammen mit seiner Familie wach, die so negativ sind, dass er für den Rest des Nachmittags völlig verstört ist. Clarence ist es, der ihn tröstet und ihm etwas vermittelt, was Donald bisher fremd war, und eine langsame Verhaltensänderung in Gang setzt. Donald beginnt am Unterricht aktiver teilzunehmen und lernt lesen und auch, mit den anderen Kindern zu interagieren. Als die Kinder im Unterricht etwas herstellen, formt Donald eine Schale, die er seiner Mutter schenken möchte. Vom Psychiater erfährt er jedoch, dass seine Mutter verschwunden ist. Donald überlegt einige Zeit und macht die Schale, in die er eine Pflanze gestellt hat, dann Clarence zum Geschenk – ein Fortschritt auf seinem Weg zur Heilung seiner Seele.
Aber noch ist der Junge nicht so stabil, dass er verstehen kann, dass er Clarence’ Aufmerksamkeit mit den anderen Jungen teilen muss. Als Folge dieser Eifersucht will er sein Geschenk zurück und richtet Zerstörungen im Schlafsaal der Jungen an. Die Lehrer reagieren gelassen, da Donald Zeit gegeben werden soll, um seine Probleme zu bewältigen. Nachdem Donald Clarence ein Feuerzeug gestohlen hat, läuft er davon, ist aber nun in der Lage, einzusehen, dass das keine Lösung ist, und kehrt zur Schule zurück. Er gibt dem sympathischen Clarence sein Eigentum zurück und nimmt zunehmend mehr Kontakt zu den Jungen seines Alters auf und beginnt sich in ihrer Gesellschaft wohl zu fühlen. Obwohl er seinen Schmerz noch nicht völlig überwunden hat, befindet sich Donald auf dem Weg der seelischen Genesung.

## Produktion

### Produktionsnotizen
Produziert wurde der Film von Film Documents, Inc., vertrieben von der Mayer-Bursty Inc. Es war die erste Produktion von Film Documents Inc., die sich zwei Jahre zuvor gebildet hatte. Der Film führt ins Geschehen mit den Worten ein: „Dieser Film wurde in New York City an der Wiltwyck School in Esophus, New York, gedreht. Wiltwyck ist eine Schule für Jungen aus New York City, die mit schweren Persönlichkeitsstörungen auf Vernachlässigungen innerhalb ihrer Familie und Umgebung reagiert haben und aus verschiedenen Gründen des Alters, der Religion oder der Rasse und ihrer Verhaltensstörungen anderweitig nicht vermittelbar waren.“ Berichten zufolge basiert die Geschichte auf Fallgeschichten aus Wiltwyck.

### Hintergrund
Donald Thompson, der die Hauptfigur spielt, war kein professioneller Schauspieler. Da sein Vater nicht wollte, dass er Schul-Unterrichtsstunden versäumte, um für Filmaufnahmen zur Verfügung zu stehen, mussten die Dreharbeiten darauf abgestimmt werden, dass Thompsons Aufnahmen nach der Schule und an den Wochenenden gedreht wurden. Die Dreharbeiten fanden im Sommer statt, als Thompson vorübergehend mit anderen Jungen in Wiltwyck lebte. Clarence Cooper war tatsächlich Berater und Betreuer in Wiltwyck. Paul Baucum, der Thompsons Stiefvater spielte, war eigentlich Musiker. Die einzigen professionellen Schauspieler im Film waren Estelle Evans und Sadie Stockton, die die Mutter und Großmutter des Jungen verkörperten.
Loeb und Levitt hatten zuvor einen Kurzfilm in East Harlem gedreht, aus dem, laut Variety, einige Szenen Eingang in diesen Film fanden. Laut des Magazins mache der Film, obwohl der Hauptdarsteller schwarz sei, keine Aussagen zu rassistischen Problemen, sondern entwickle eine Geschichte, die jedem Kind so hätte widerfahren können.
Hollywood Reporter verlautbarte, dass der Film rund 30.000 Dollar in der Herstellung gekostet habe.

### Veröffentlichung
The Quiet One hatte in den USA im Jahr 1948 Premiere. Am 12. Februar 1949 lief der Film in New York an. In Dänemark war er ab dem 12. Februar 1951 unter dem Titel Et barns ensomhed zu sehen, späterer Fernsehtitel: Den tavse. In Italien lief er unter dem Titel L’escluso. In der Bundesrepublik Deutschland war der Film erstmals am 6. März 1961 im Programm der ARD unter dem Titel Einer von den Stillen zu sehen.

## Kritik
Bosley Crowther von der New York Times war voll des Lobes über den Film, der die Erfahrungen eines „zehnjährigen Harlem-Negro-Boys“ thematisiere, der von seiner Familie grausam abgelehnt, aber von den Betreuern in der Wiltwyck-Schule gerettet werde. Eine Gruppe lokaler Filmemacher habe ein „echtes Meisterwerk“ im Sinne eines dokumentarischen Dramas geschaffen. Im Wesentlichen sei das die Geschichte eines jeden Kindes, das nach Liebe hungere und sich in dem Elend dieses Hungers auf irgendeine unsoziale Weise auflehne. Einleuchtend werde auch die Psychologie eines Kindes erklärt, und die Geduld, die erforderlich sei, ihm zu helfen, sein Herz wieder zu entdecken und Kraft zu sammeln. Crowther fand für alle Mitwirkenden am Film lobende Worte, abgerundet werde der Film zudem von den wirklich „poetischen Kommentaren“, die James Agee geschrieben und Gary Merrill gesprochen habe, und von der „fein darauf abgestimmten Musik“ von Ulysses Kay.
Das Lexikon des internationalen Films bestätigte dem Dokumentarfilm, dass er „gut fotografiert“ sei, schränkte aber ein, er sei „im Kommentar aber allzu vollgestopft mit Populär-Psychologie“, kam dann aber zu dem Gesamturteil: „Eine im ganzen dennoch sympathische Filmlektion gegen die Lieblosigkeit.“
Moviepilot bestätigte dem dokumentarischen Spielfilm um einen schwarzen Jugendlichen aus New York, dass gezeigt werde, wie er „mit viel Liebe und Aufwand davor bewahrt wird, auf die schiefe Bahn zu geraten und eine Karriere als Gangster zu beginnen“.

## Auszeichnungen
Der Film wurde 1949 mit dem NBR Award in der Kategorie „Top Ten Films“ ausgezeichnet. Sidney Meyers gewann zudem bei den Internationalen Filmfestspielen von Venedig den International Award und war für den Golden Löwen nominiert.
Janice Loeb, die zugleich als Kamerafrau, Drehbuchautorin und Produzentin in Erscheinung trat, war für ihren Film auf der Oscarverleihung 1949 für einen Oscar in der Kategorie „Bester Dokumentarfilm“ nominiert, hatte jedoch das Nachsehen gegenüber Orville O. Dull und dem Film The Secret Land, der die Operation Highjump, ein Programm der US-Marine zur Erforschung der Antarktis, zum Thema hat.
Auf der Oscarverleihung 1950 war Janice Loeb zusammen mit Helen Levitt und Sidney Meyers mit dem Film in der Kategorie „Bestes Originaldrehbuch“ für einen Oscar nominiert. Die Trophäe ging jedoch an Robert Pirosh und den Kriegsfilm Kesselschlacht, der eine Episode der Ardennenoffensive veranschaulicht.